# Maldivien
Cette page contient des caractères spéciaux ou non latins. S’ils s’affichent mal (▯, ?, etc.), consultez la page d’aide Unicode.
Pour les articles homonymes, voir Mahal (homonymie).
Le maldivien, localement ދިވެހިބަސް (divehi-bas), est une langue indo-aryenne parlée par 300 000 locuteurs, principalement aux Maldives (dont elle est la langue officielle) ainsi qu'aux Lakshadweep (ou Laquedives), autre archipel ayant le statut de territoire de l’Inde (sous la forme du dialecte mahl ou mahal, parlé dans l'atoll de Minicoy).

## Étymologie
Le mot divehi vient du sanskrit dvīpa qui signifie « île ». Divehi, ou plutôt la forme complète divehi-bas, signifie la langue des insulaires. La transcription officielle en usage aux Maldives est Dhivehi.
L'administration des Lakshadweep en Inde se réfère au divehi en tant que mahl (ou mahal), mot qui vient du nom arabe du maldivien et des Maldives, qui sont respectivement al-lughat- al-Mahaldibiyya et ad-Daulat- al-Mahaldibiyya.

## Lexique
Cette langue a été influencée par de nombreuses autres au cours de son histoire, et notamment par l’arabe. Les autres influences proviennent du cingalais, du malayalam, du hindi, du français, du persan, du portugais, de l’anglais, etc. On pense que le divehi aurait des origines communes avec le cingalais ; la langue dont ces deux idiomes seraient issus se serait éteinte aux alentours de l’an -500.
Du fait de la dispersion des îles de l’archipel, des variantes sont apparues dans la prononciation et le vocabulaire, principalement entre les atolls du nord et ceux du sud. Ainsi, les habitants de Malé ne comprennent pas le dialecte d’Addu.
Le divehi s’écrit à l’aide d’un alphabet consonantique (abjad) sémitique qui lui est spécifique, le thâna, qui s'écrit de droite à gauche.
Autrefois, le divehi se transcrivait avec l'aide du dhives akuru, un alphasyllabaire descendant du Grantha, qui s'écrivait quant à lui de gauche à droite. Cette écriture fut utilisée dans tout l’archipel jusqu’au XVIIe siècle, c’est-à-dire jusqu'à l'introduction de l’islam et continua à l'être jusqu’au début du XXe siècle pour la rédaction de textes officiels. Ainsi, son usage était encore fréquent dans les îles particulièrement isolées et par quelques communautés rurales jusqu’aux années 1960. Depuis le décès du dernier utilisateur à la fin du siècle dernier, cette écriture n’est plus enseignée aux Maldiviens, si ce n’est qu'à des fins secondaires.
Il n’y a pas de traduction directe de bonjour ou salut en divehi. Au revoir est utilisé spécifiquement pour prendre congé. Aussi, sourires et regards compensent.[pas clair]
Le mot français « atoll » provient du divehi.

## Spécification
Cette langue possède trois niveaux de politesse alors que le français en distingue deux.
- Le premier niveau, le reethi bas ou aadhe-vadainevvun, était utilisé par les classes supérieures et de sang royal, mais est actuellement utilisé le plus souvent à travers les médias nationaux.
- Le second, labba-dhuruvun, est une marque de respect envers les aînés, les officiels et les étrangers.
- Le troisième est utilisé usuellement.

## Alphabet
L’alphabet utilisé est le thâna ou thaana. C’est un alphabet dérivé de l’abjad arabe, mais se comportant en partie comme un alphasyllabaire (abugida). À l’inverse de ces derniers, le thâna ne varie pas ses lettres suivant leur place (isolée, initiale, médiale, finale) dans le mot, car les lettres sont séparées entre elles, ce qui a permis le développement aux Maldives d’un niveau de maîtrise de la lecture par la population très élevé (98%), bien au delà des autres pays asiatiques.
Contrairement aux abjads sémitiques comme l’arabe, toutes les voyelles sont transcrites : les voyelles et le soukoun (indiquant l’absence de voyelle, afin de former des groupes de consonnes ou marquer une consonne finale, comme dans un alphasyllabaire ou abugida brahmique, ou dans l'écriture arabe pointée) se placent en diacritiques en chef ou souscrits combinés avec les consonnes qu’elles suivent ; si les voyelles sont employées seules sans consonne, elles sont posées sur la lettre alifou ‹އ› (qui employée seule n’a pas de sens orthographique ou lexical autrement que pour son usage symbolique ou pédagogique).
L’écriture thâna ne comprend pas de chiffres : les chiffres arabo-persans sont traditionnellement employés en maldivien, mais concurrencés par les chiffres arabo-latins.
Une orthographe maldivienne latine a également été promue et rendue temporairement obligatoire pendant quelques années dans les documents officiels maldiviens, rendant tous ceux qui maîtrisaient l’orthographe thâna ou arabe immédiatement illettrés dans leur langue nationale (même si l’alphabet latin est très diffusé par l’usage de la langue anglaise aux Maldives en tant que seconde langue, la réforme alphabétique imposait de nouvelles difficultés orthographiques en maldivien). Cette réforme largement critiquée par la population a été abandonnée et l’alphabet thâna s’est finalement imposé dans la sphère publique (l’alphabet arabe tombant en désuétude, sauf pour l’usage liturgique, culturel ou littéraire traditionnel, de même que l’orthographe maldivienne latine basée sur des digrammes avec diverses exceptions pour résoudre les ambiguïtés de lecture).
| Type                       | Graphème | Nom (français) | Romanisation (ALA-LC) | Valeur API | Note |
| -------------------------- | -------- | -------------- | --------------------- | ---------- | --- |
| Consonnes de base          | ހ        | hâ             | h                     | [h]        | lettre dérivée du chiffre arabo-persan 1 ‹۱› |
| Consonnes de base          | ށ        | chaviyani      | ṣ                     | [ʂ]        | lettre dérivée du chiffre arabo-persan 2 ‹۲›, sans équivalent en arabe standard |
| Consonnes de base          | ނ        | noûnou         | n                     | [n̪]        | lettre dérivée du chiffre arabo-persan 3 ‹۳›, indique une prénasalisation [ⁿ̪d̪, ᶯɖ, ᵑɡ, ᵐb] en milieu de mot |
| Consonnes de base          | ރ        | râ             | r                     | [ɾ̪]        | lettre dérivée du chiffre arabo-persan 4 ‹۴› |
| Consonnes de base          | ބ        | bâ             | b                     | [b]        | lettre dérivée du chiffre arabo-persan 5 ‹۵› |
| Consonnes de base          | ޅ        | lhaviyani      | ḷ                     | [ɭ]        | lettre dérivée du chiffre arabo-persan 6 ‹۶›, sans équivalent en arabe standard |
| Consonnes de base          | ކ        | kâfou          | k                     | [k]        | lettre dérivée du chiffre arabo-persan 7 ‹۷› |
| Consonnes de base          | އ        | alifou         |                       | [(ʔ)]      | lettre dérivée du chiffre arabo-persan 8 ‹۸› |
| Consonnes de base          | ވ        | vâvou          | v                     | [ʋ]        | lettre dérivée du chiffre arabo-persan 9 ‹٩› |
| Consonnes de base          | މ        | mîmou          | m                     | [m]        | lettre dérivée du chiffre dives akuru 1 ‹𑥑› |
| Consonnes de base          | ފ        | fâfou          | f                     | [f]        | lettre dérivée du chiffre dives akuru 2 ‹𑥒› |
| Consonnes de base          | ދ        | dhâlou         | d                     | [d̪]        | lettre dérivée du chiffre dives akuru 3 ‹𑥓› |
| Consonnes de base          | ތ        | thâ            | t                     | [t̪]        | lettre dérivée du chiffre dives akuru 4 ‹𑥔› |
| Consonnes de base          | ލ        | lâmou          | l                     | [l]        | lettre dérivée du chiffre dives akuru 5 ‹𑥕› |
| Consonnes de base          | ގ        | gâfou          | g                     | [g]        | lettre dérivée du chiffre dives akuru 6 ‹𑥖›, sans équivalent en arabe standard |
| Consonnes de base          | ޏ        | gnaviyani      | ñ                     | [ɲ]        | lettre dérivée de la lettre thâna n ‹ނ›, sans équivalent en arabe standard, ancienne 22e lettre de l’alphabet ayant remplacé en 1953 la lettre thâna ṇ ‹ޱ›, sauf en poésie dans le dialecte maldivien des atolls d’Addou et de Fuvahmulah où ces lettres restent distinguées dans la phonologie locale |
| Consonnes de base          | ސ        | sînou          | s                     | [s̺]        | lettre dérivée du chiffre dives akuru 8 ‹𑥘› |
| Consonnes de base          | ޑ        | daviyani       | d                     | [ɖ]        | lettre dérivée du chiffre dives akuru 9 ‹𑥙›, sans équivalent en arabe standard |
| Consonnes de base          | ޒ        | zaviyani       | z                     | [z̺]        | lettre dérivée de la lettre thâna r ‹ރ› |
| Consonnes de base          | ޓ        | taviyani       | t                     | [ʈ]        | lettre dérivée de la lettre thâna b ‹ބ›, sans équivalent en arabe standard |
| Consonnes de base          | ޔ        | yâ             | y                     | [j]        | lettre dérivée de la lettre thâna ṣ ‹ށ› |
| Consonnes de base          | ޕ        | paviyani       | p                     | [p]        | lettre dérivée de la lettre thâna f ‹ފ›, sans équivalent en arabe standard |
| Consonnes de base          | ޖ        | djaviyani      | j                     | [ɟ]        | lettre dérivée de la lettre thâna d ‹ދ› |
| Consonnes de base          | ޗ        | tchaviyani     | c                     | [c]        | lettre dérivée de la lettre thâna d ‹ތ› |
| Consonne du dialecte addou | ޱ        | nâ             | ṇ                     | [ɳ]        | lettre dérivée du chiffre dives akuru 7 ‹𑥗›, ancienne 16e lettre de l’alphabet remplacée en 1953 par la lettre thâna n ‹ޏ›, sauf en poésie dans le dialecte maldivien des atolls d’Addou et de Fuvahmulah où ces lettres restent distinguées dans la phonologie locale                                 |

| Type                    | Graphème | Nom (français) | Romanisation (ALA-LC) | Valeur API | Note |
| ----------------------- | -------- | -------------- | --------------------- | ---------- | --- |
| Voyelles diacritiques   | އަ        | abafili        | a                     | [ə]        | signe diacritique dérivé la « fatha » arabe ‹◌َ› |
| Voyelles diacritiques   | އާ        | âbâfili        | ā                     | [əː]       | redoublement du signe diacritique précédent pour indiquer son allongement                                                                             |
| Voyelles diacritiques   | އި        | ibifili        | i                     | [i]        | signe diacritique dérivé de la « kasra » arabe ‹◌ِ› |
| Voyelles diacritiques   | އީ        | îbîfili        | ī                     | [iː]       | redoublement du signe diacritique précédent pour indiquer son allongement                                                                             |
| Voyelles diacritiques   | އު        | ouboufili      | u                     | [u]        | signe diacritique dérivé du « damma » arabe ‹◌ُ› |
| Voyelles diacritiques   | އޫ        | oûboûfili      | ū                     | [uː]       | redoublement du signe diacritique précédent pour indiquer son allongement                                                                             |
| Voyelles diacritiques   | އެ        | ébéfili        | e                     | [e]        | |
| Voyelles diacritiques   | އޭ        | éébééfili      | ē                     | [eː]       | redoublement du signe diacritique précédent pour indiquer son allongement                                                                             |
| Voyelles diacritiques   | އޮ        | obofili        | o                     | [ɔ]        | signe diacritique formé de la combinaison de ceux pour les voyelles u et e                                                                            |
| Voyelles diacritiques   | އޯ        | ôbôfili        | ō                     | [ɔː]       | signe diacritique formé de la combinaison de ceux pour les voyelles e et u ligaturées                                                                 |
| Voyelles diacritiques   | އް        | soukoun        | (’)                   |            | signe diacritique dérivé du « soukoun » arabe ‹◌ْ› |
| Supplément pour l’arabe | ޘ        | ttâ            | s̱‎                     | [θ]        | lettre dérivée de la lettre thâna t ‹ތ›, transcription de la lettre arabe « thé’ » ‹ث›, sans équivalent en maldivien moderne                          |
| Supplément pour l’arabe | ޙ        | hhâ            | h̤                     | [ħ]        | lettre dérivée de la lettre thâna h ‹ހ›, transcription de la lettre arabe « ha’ » ‹ح›, sans équivalent en maldivien moderne                           |
| Supplément pour l’arabe | ޚ        | khâ            | k͟h                    | [x]        | lettre dérivée de la lettre thâna h ‹ހ›, transcription de la lettre arabe « kha’ » ‹خ›, sans équivalent en maldivien moderne                          |
| Supplément pour l’arabe | ޛ        | thâlou         | ẕ                     | [ð]        | lettre dérivée de la lettre thâna d ‹ދ›, transcription de la lettre arabe « dhal » ‹ذ›, sans équivalent en maldivien moderne                          |
| Supplément pour l’arabe | ޜ        | zâ             | ž                     | [ʒ]        | lettre dérivée de la lettre thâna r ‹ރ›, transcription de la lettre arabe « ja’ » ‹ژ›, sans équivalent en maldivien moderne                           |
| Supplément pour l’arabe | ޝ        | chînou         | ś‎                     | [ʃ]        | lettre dérivée de la lettre thâna s ‹ސ›, transcription de la lettre arabe « chîn » ‹ش›, ancienne lettre réintroduite en maldivien moderne via l’arabe |
| Supplément pour l’arabe | ޞ        | sâdhou         | s̤‎                     | [sˤ]       | lettre dérivée de la lettre thâna s ‹ސ›, transcription de la lettre arabe « çad » ‹ص›, sans équivalent en maldivien moderne                           |
| Supplément pour l’arabe | ޟ        | dâdhou         | ż‎                     | [dˤ]       | lettre dérivée de la lettre thâna s ‹ސ›, transcription de la lettre arabe « dad » ‹ض›, sans équivalent en maldivien moderne                           |
| Supplément pour l’arabe | ޠ        | to             | t̤                     | [tˤ]       | lettre dérivée de la lettre thâna t ‹ތ›, transcription de la lettre arabe « ta’ » ‹ط›, sans équivalent en maldivien moderne                           |
| Supplément pour l’arabe | ޡ        | zo             | ẓ‎                     | [ðˤ]       | lettre dérivée de la lettre thâna t ‹ތ›, transcription de la lettre arabe « zza’ » ‹ظ›, sans équivalent en maldivien moderne                          |
| Supplément pour l’arabe | ޢ        | aïnou          | ʿ                     | [ʕ]        | lettre dérivée de la lettre thâna alifou ‹އ›, transcription de la lettre arabe « ʿaïn » ‹ع›, sans équivalent en maldivien moderne                     |
| Supplément pour l’arabe | ޣ        | ghaïnou        | ġ                     | [ɣ]        | lettre dérivée de la lettre thâna alifou ‹އ›, transcription de la lettre arabe « ghaïn » ‹غ›, sans équivalent en maldivien moderne                    |
| Supplément pour l’arabe | ޤ        | qâfou          | q                     | [q]        | lettre dérivée de la lettre thâna g ‹ގ›, transcription de la lettre arabe « qāf » ‹ق›, sans équivalent en maldivien moderne                           |
| Supplément pour l’arabe | ޥ        | wâvou          | w                     | [w]        | lettre dérivée de la lettre thâna v ‹ވ›, transcription de la lettre arabe « wāw » ‹و›, sans équivalent en maldivien moderne                           |

### Codage informatique Unicode
| en fr  | 0 | 1 | 2 | 3 | 4 | 5 | 6 | 7 | 8 | 9 | A | B | C | D | E | F |
| ------ | - | - | - | - | - | - | - | - | - | - | - | - | - | - | - | - |
| U+0780 | ހ | ށ | ނ | ރ | ބ | ޅ | ކ | އ | ވ | މ | ފ | ދ | ތ | ލ | ގ | ޏ |
| U+0790 | ސ | ޑ | ޒ | ޓ | ޔ | ޕ | ޖ | ޗ | ޘ | ޙ | ޚ | ޛ | ޜ | ޝ | ޞ | ޟ |
| U+07A0 | ޠ | ޡ | ޢ | ޣ | ޤ | ޥ | އަ | އާ | އި | އީ | އު | އޫ | އެ | އޭ | އޮ | އޯ |
| U+07B0 | އް | ޱ |   |   |   |   |   |   |   |   |   |   |   |   |   |   |

## Alphabétisation
Le taux d’alphabétisation des Maldives est très haut (98 %) comparé aux autres pays du sud-est asiatique. Depuis les années 1960, l’anglais est devenu la langue d’éducation dans la plupart des écoles, bien qu’il existe toujours des classes en divehi. L’anglais est d’usage pour toute l’administration.